# 诃子
诃子（学名：Terminalia chebula）为使君子科诃子属的植物。

## 释名
诃子原称诃黎勒，源于阿拉伯语halileh，据《本草纲目》解释，诃黎勒在梵语中意为“天主持来”。

## 分布
分布于越南、老挝、柬埔寨、泰国、缅甸、马来西亚、尼泊尔、印度、中国云南。生于海拔800-1840米的疏林中。

## 形态
乔木，高可达30米，树皮灰黑色至灰色，叶互生或近对生，叶片卵形或椭圆形至长椭圆形，穗状花序腋生或顶生，有时又组成圆锥花序，核果坚硬，卵形或椭圆形，青色，无毛，成熟时变黑褐色。花期5月，果期7-9月。
- 栽培植株
- 树皮灰黑色至灰色
- 叶互生或近对生，叶片卵形或椭圆形至长椭圆形
- 穗状花序
- 果卵形或椭圆形
- 晒干的果实

## 变种
微毛诃子（学名：Terminalia chebula var. tomentella）为使君子科诃子属诃子的变种。分布在缅甸以及中国大陆的云南等地。

## 药用
诃子是常用中药和藏药，有涩肠止泻、敛肺止咳的功效，用于久泻、久咳，常用方剂有真人养脏汤等。

## 藝術
在唐卡中，藥師佛的右手拿的就是這植物。